# AISA H.M.1

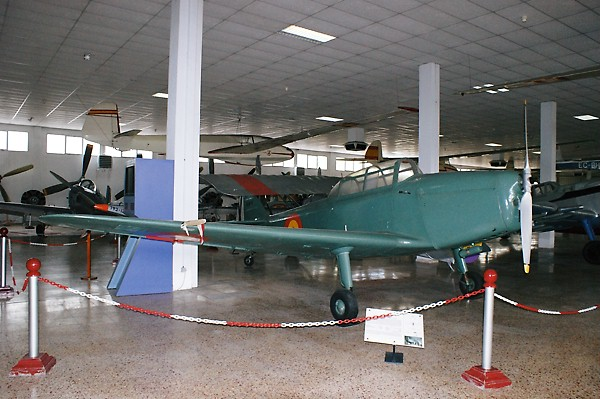
H.M.-1B

L'AISA HM-1 est un avion biplace d’entrainement espagnol des années 1940. Il a donné lieu à deux dérivés.

## AISA H.M.1
Dessiné au sein de l'INTA par le Lt.Col Huarte Mendicoa, il s'agit d'un monoplan à aile basse cantilever de construction mixte et train classique fixe. Pilote et instructeur étaient installés en tandem dans des postes ouverts.
Entrainé par un moteur 4 cylindres en ligne inversés Hirth HM 506 de 150 ch, le prototype a pris l’air en 1943. Les essais ont conduit le Ministerio del Aire à commander 70 HM-1S à moteur Elizalde Tigre G-IV-B de 150 ch.   

## AISA H.M.3
Version sur deux flotteurs en catamaran. Le prototype a pris l’air en 1947 mais resta unique, les hydravions d'école n'étant plus d'actualité.

## AISA H.M.9
Remorqueur de planeurs, version légèrement agrandie du HM-1 avec atterrisseur modifié, des trièdres remplaçant les jambes en porte-à-faux. 30 appareils produits en 1948.